# Abelardo Madalena
Abelardo Madalena, mais conhecido como Ladinho (Tubarão, 24 de janeiro de 1947 — Tubarão, 24 de março de 2022), foi um futebolista e treinador brasileiro que atuou em diversos times catarinenses, destacando-se no Grêmio do final da década de 1970.

## Morte
Morreu em Tubarão, aos 75 anos de idade.

## Títulos
Grêmio
- Campeonato Gaúcho: 1977